# Łaziska Górne
Łaziska Górne ( [waˈʑiska ˈgurnɛ]IPA, česky též Horní Laziska, německy Ober-Lazisk) jsou město v jižním Polsku ve Slezském vojvodství v okrese Mikulov. Leží na historickém území Horního Slezska na jižním okraji katovické konurbace. V roce 2023 zde žilo 19 940 obyvatel.
Patronem města byl dne 24. června 2024 během mše na takzvaném Wierzysku dekretem Svatého stolce vyhlášen sv. Jan Křtitel.

## Historie
Obec vznikla ve 14. století během velké kolonizace. Patřila Pštinskému panství a spolu s ním byla součástí Koruny království českého a Habsburské monarchie do roku 1742, kdy po slezských válkách připadla Prusku. K polskému státu patří od rozdělení regionu v roce 1922. Těžba černého uhlí započatá v roce 1839 a zprovoznění železniční tratě v roce 1856 přispěly k rozvoji obce, která začala pomalu dostávat městský ráz. Oficiálně se Łaziska Górne stala městem roku 1951. V roce 1973 k nim byla připojena Łaziska Dolne (Dolní Laziska) a Łaziska Średnie (Prostřední Laziska), čímž město získalo současnou podobu.

## Průmysl
V Łaziskách se nacházejí tři významné podniky těžkého průmyslu:
- Železárny Łaziska;
- Uhelná elektrárna Łaziska pokrývající zhruba 4,2 % polské poptávky po elektřině;
- Černouhelný důl Bolesław Śmiały;

Charakteristickým krajinným prvkem jsou důlní výsypky. Nejvyšší – halda Skalny – dosahuje relativní výšky 92 m (389 m nad mořem).

## Doprava
Městem prochází železniční trať z Katovic do Rybniku a Bohumína se dvěma zastávkami: Łaziska Górne a Łaziska Górne Brada. Trať Orzesze – Tychy, která vede přes Łaziska Średnie, slouží v současnosti jen nákladní dopravě a příležitostně rychlíkům, které ale v Łaziskách nestaví.